# Danaé Blais
Danaé Blais (* 10. Mai 1999 in Châteauguay) ist eine kanadische Shorttrackerin.

## Werdegang
Blais startete international erstmals bei den Juniorenweltmeisterschaften 2016 in Sofia und belegte dabei den 22. Platz im Mehrkampf und den 12. Rang mit der Staffel. Im folgenden Jahr wurde sie bei den Juniorenweltmeisterschaften in Innsbruck Vierte mit der Staffel. Anfang März 2018 gewann sie bei den Juniorenweltmeisterschaften in Tomaszów Mazowiecki die Goldmedaille mit der Staffel. Zudem errang sie dort den 19. Platz im Mehrkampf. Ihr Debüt im Weltcup hatte sie im November 2018 in Salt Lake City. Dort belegte sie den 30. Platz über 1000 m und den siebten Rang über 500 m. Im folgenden Monat errang sie in Almaty mit dem dritten Platz mit der Staffel ihre erste Podestplatzierung im Weltcup. In der Saison 2019/20 erreichte sie mit fünf Top-Zehn-Platzierungen über 1500 m, den neunten Gesamtrang. Zudem wurde sie in Salt Lake City und in Calgary jeweils Dritte  mit der Staffel und in Nagoya und Dordrecht jeweils Zweite mit der Staffel und holte in Shanghai mit der Staffel ihren ersten Weltcupsieg. Bei den Vier-Kontinente-Meisterschaften 2020 in Montreal gewann sie mit der Staffel die Silbermedaille.

## Persönliche Bestzeiten
- 500 m      42,486 s (aufgestellt am 6. November 2022 in Salt Lake City)
- 1000 m    1:29,423 min. (aufgestellt am 11. Februar 2023 in Dordrecht)
- 1500 m    2:19.721 min. (aufgestellt am 27. November 2021 in Dordrecht)
- 3000 m    5:50,808 min. (aufgestellt am 17. Januar 2016 in Montreal)

## Erfolge

### Olympische Spiele
- 2022 Peking: 25. Platz 1500 m

### Weltmeisterschaften
- 2021 Rotterdam: 8. Platz Staffel
- 2022 Montreal: 2. Platz Staffel
- 2024 Rotterdam: 3. Platz Staffel, 12. Platz 1000 m, 19. Platz 1500 m, 41. Platz 500 m
- 2025 Peking: 1. Platz Mixed-Staffel, 21. Platz 1000 m, 21. Platz 1500 m

### Vier-Kontinente-Meisterschaften
- 2020 Montreal: 2. Platz Staffel
- 2024 Laval: 1. Platz Staffel, 3. Platz 1000 m, 3. Platz 1500 m

### Platzierungen im Weltcup

#### Weltcupsiege

##### Weltcupsiege im Einzel
| Nr. | Datum            | Ort    | Disziplin |
| --- | ---------------- | ------ | --------- |
| 1.  | 7. Dezember 2024 | Peking | 1000 m    |

#### Weltcupsiege im Team
| Nr. | Datum             | Ort        |
| --- | ----------------- | ---------- |
| 1.  | 8. Dezember 2019  | Shanghai 1 |
| 2.  | 22. Oktober 2023  | Montreal 2 |
| 3.  | 2. November 2024  | Montreal 3 |
| 4.  | 7. Dezember 2024  | Peking 4   |
| 5.  | 14. Dezember 2024 | Seoul 4    |

#### Weltcup-Gesamtplatzierungen
| Saison  | Gesamt | Gesamt | 500 m  | 500 m | 1000 m | 1000 m | 1500 m | 1500 m |
| Saison  | Punkte | Platz  | Punkte | Platz | Punkte | Platz  | Punkte | Platz  |
| ------- | ------ | ------ | ------ | ----- | ------ | ------ | ------ | ------ |
| 2018/19 | -      | -      | 2.695  | 28.   | 296    | 62.    | -      | -      |
| 2019/20 | -      | -      | 38     | 68.   | 378    | 54.    | 16.581 | 9.     |
| 2021/22 | -      | -      | -      | -     | -      | -      | 1.235  | 23.    |
| 2022/23 | 433    | 13.    | 208    | 9.    | 126    | 16.    | 99     | 17.    |
| 2023/24 | 487    | 10.    | 16     | 38.   | 212    | 11.    | 259    | 7.     |
| 2024/25 | 540    | 7.     | 80     | 15.   | 320    | 3.     | 108    | 12.    |